# Далібор Вишкович
Далібор Вишкович (хорв. Dalibor Višković, нар. 6 січня 1977, Копер) — хорватський футболіст, що грав на позиції захисника. По завершенні ігрової кар'єри — тренер. З 2016 року очолює тренерський штаб команди «Бує».
Виступав, зокрема, за клуби «Рієка» та «Славен Белупо», а також молодіжну збірну Хорватії.

## Клубна кар'єра
У дорослому футболі дебютував 1998 року виступами за команду «Рієка», в якій провів чотири сезони, взявши участь у 156 матчах чемпіонату. Більшість часу, проведеного у складі «Рієки», був основним гравцем захисту команди.
Своєю грою за цю команду привернув увагу представників тренерського штабу клубу «Славен Белупо», до складу якого приєднався 2002 року. Відіграв за команду з Копривниці наступні чотири сезони своєї ігрової кар'єри.
2006 року відправився за кордон, де грав за ізраїльський «Хапоель» (Петах-Тіква), італійську «Віченцу» та словацький «ДАК 1904».
З 2008 року по сезону грав за нижчолігові хорватські клуби «Помораць», «Медулін», а 1 лютого 2010 року повернувся до Італії, де грав за «Самбоніфачезе» у Серії D.
У 2012–2014 роках виступав на батьківщині за «Новиград», а завершив ігрову кар'єру у аматорській команді «Бує», за яку виступав протягом 2014—2015 років. По завершенні кар'єри залишився у клубі, де спочатку увійшов у тренерський штаб, а з 2016 року став головним тренером клубу, де працював до 2022 року.

## Виступи за збірну
Протягом 1997—2000 років залучався до складу молодіжної збірної Хорватії, з якою став учасником молодіжного чемпіонату Європи 2000 року. Всього на молодіжному рівні зіграв у 15 офіційних матчах.
19 січня 1999 року Вишкович зіграв один матч за другу збірну Хорватії проти другої збірної Франції.